# Marco da Silva (calciatore 1992)
Marco da Silva (Compiègne, 10 aprile 1992) è un calciatore francese di origini portoghesi, centrocampista del Saint-Amand.

## Carriera
Ha esordito in Ligue 1 con il Valenciennes nella stagione 2011-2012 giocando una partita. Nella stagione successiva le presenze saranno invece 2.